# Cholnoky Sára
Cholnoky Sára Katalin (Budapest, 1988. november 3. –) magyar szörfversenyző. a Körte Hegyi és Vízi Sportok Egylete sportolója. Korábbi egyesülete a Magyar Szörf Akadémia (2008–2018). 

## Pályafutása
Nevelőedzője Körtvélyesi Miklós, majd edzője Utassy Loránd (szövetségi kapitány, Magyar Szörf Szövetség).
2006-ban kezdett szörfözni versenyszerűen, 2007-től a magyar szörfválogatott tagja. 2007-től RS:X olimpiai osztályban versenyzik, már 2008-ban 3. helyen végzett az U21-es Európa-bajnokságon Szicíliában. 2009-ben 8. helyen végzett Szicíliában a csapat Európa-bajnokságon Körtvélyesi Miklóssal és Erdélyi Istvánnal. 2009 és 2014 között RS:X női olimpiai osztályban magyar bajnok, mellette szlalom, wave és sebességi kategóriákban is indult. 
2011-ben 13. volt az universiadén. A pert-i világbajnokságon 26. helyezést szerzett. 2012-ben a cadizi világbajnokságon kvalifikációs szintet (42. hely) teljesített a londoni olimpiára, de végül a válogató versenyen alulmaradt, így nem indulhatott az olimpiai játékokon. 2013-ban összetett magyar bajnokságon 3. helyen végzett a férfi és női versenyzők között.
2016 áprilisában olimpiai kvótát szerzett. Az olimpián 23. lett.
A 2017-es balatonfüredi szörf Raceboard Európa-bajnokságon bronzérmes lett. A 2019-es világbajnokságon 51. lett, ezzel olimpiai kvótát szerzett. 2020 augusztusában hatodik lett a támasztóuszonyos szörf Európa-bajnokságon. A tokiói olimpián a 25. helyen végzett.
2023-ban bejelentette a visszavonulását.

## Családja
Édesapja dr. Bényi E. László ügyvéd, édesanyja dr. Cholnoky Judit Mária orvos, a történelmi Cholnoky család tagja. Egy nővére van, Anna Eszter, és egy öccse, Zsigmond András.

## Díjai, elismerései
- Az év magyar szörfözője (2012, 2013, 2014, 2015, 2016, 2017,[13] 2019,[14] 2020[15])